# Arthur Foubert
Artur Foubert (ur. 12 lutego 1903) – belgijski zapaśnik walczący w stylu wolnym. Olimpijczyk z Paryża 1924, gdzie zajął dziewiąte miejsce w wadze piórkowej.

## Turniej wParyżu 1924
| Konkurencja      | Walki                    | Klas. końcowa |
| Konkurencja      | Przeciwnik I             | Miejsce       |
| ---------------- | ------------------------ | ------------- |
| 61 kg styl wolny | Katsutoshi Naitō (JPN) P | 9.            |